# Bryan Volpenhein
Bryan Volpenhein, född den 18 augusti 1976 i Cincinnati, Ohio, är en amerikansk roddare.
Han tog OS-brons i åtta med styrman i samband med de olympiska roddtävlingarna 2008 i Peking.